# Khaled Chehab
Khaled Chehab (àrab: خالد شهاب, Ḫālid Xihāb) (Hasbaya, 1886-?. 1978) va ser un home d'estat libanès originari del sud del país i musulmà sunnita, que fou set vegades primer ministre del Líban.

## Biografia
Durant el mandat francès fou diverses vegades diputat des de 1922 fins a 1939, representant generalment al parlament als sunnites del sud.
També va ocupar diversos ministeris destacant el ministeri de Finances (1927-1928), el ministeri de Justícia (1938), Finances, Correus-Telèfons i Telègrafs (PPP), Educació, Comerç i finalment Indústria i l'Agricultura (1943), sempre durant el Mandat francès.

### Primer Ministre 1938
El president Émile Eddé mantenia la seva aliança amb els tripolitans i va donar suport com a primer ministre al tripolità Khayreddin al-Ahdab però l'oposició llavors va donar suport a Khaled Chehab com a president del Parlament i va aconseguir que l'elecció d'aquest càrrec es fes primer. Sent elegit Khaled, un sunnita del sud, pel Parlament, no podria situar-se un altre sunnita al front del govern. Però Eddé va ignorar aquesta suposició i va designar igualment a al-Ahdab. El 21 de març de 1938 finalment el president Émile Eddé va designar a Chehab al front del gabinet en el lloc del tripolità Khayreddin al-Ahdab; va ocupar el càrrec fins al 24 d'octubre de 1938 quan fou substituït pel sunnita Abdullah Aref Yafi que va prendre possessió l'1 de novembre de 1938.

### Primer Ministre 1952-1953
Anys més tard, poc després de la caiguda de Bishar al-Khoury el 23 de setembre de 1952 va ser designat president Camille Chamoun que el 30 de setembre de 1952 va nomenar primer ministre a Khaled Chehab en el lloc del interí Abdullah Aref Yafi (que estava en el seu tercer exercici del càrrec, dels set que va desenvolupar). Chehab era un home experimentat i moderat que va formar un gabinet de 4 membres no parlamentaris (amb Moussa Moubarak, Nazem Aktari i Selim Haidar) amb la finalitat de fer les reformes necessàries. El 9 d'octubre de 1952 va obtenir l'aprovació del parlament per governar per decret durant sis mesos. Es van iniciar reformes entre les quals la de l'administració amb 9 decrets que capgiraven l'administració que encara es regia pels decrets francesos de 1922; 600 buròcrates foren despatxats; es van introduir el exàmens per a funcionaris (tot i que el gener de 1955 es va modificar el decret de manera que tornaria a ser el poder qui elegiria als funcionaris però d'entre aquells que havien aprovat l'examen). En el camp judicial es va crear el Consell Judicial Suprem que millorava la independència judicial. També es va establir una llei liberal de premsa. En el aspecte electoral es va donar el vot a les dones i els districtes electorals es van fer de mesura reduïda i d'un sol electe cadascun, per impedir la influència dels grans senyors quasi feudals (cosa que no es va aconseguir en general); el parlament va passar de 74 a 44 membres.
Va ser primer ministre fins l'1 de maig de 1953 quan el va substituir Saeb Salam, que ja havia estat primer ministre al final del mandat de Bishar al-Khoury.
Fou ministre de Justícia, d'Afers Exteriors i Emigrants, d'Interior, d'Afers exteriors, de Defensa, de Justícia i d'Obres Públiques, durant el mandat del President Camille Chamoun (1952-1958)
Més tard fou elegit diputat sunnita de la circumscripció d'Hasbaya-Marjayoun de 1960 a 1964, durant el mandant del president Fuad Chehab (1958-1964) 